# Antiaechmina
Antiaechmina is een geslacht van uitgestorven kreeftachtigen uit de klasse van de Ostracoda (mosselkreeftjes).

## Soorten
- Antiaechmina blumenstengeli Pribyl, 1979 †
- Antiaechmina groenwalli (Troedsson, 1918) Schallreuter, 1990 †
- Antiaechmina kolihai (Schmidt, 1941) Schallreuter, 1968 †
- Antiaechmina pseudovelata Schallreuter, 1977 †